# Nils Rabenius
Nils Rabenius, född den 24 oktober 1648 i Tortuna socken i Västmanland, död den 7 augusti 1717 i Hedemora socken, var en svensk präst. Han var bror till filologen Olof Rabenius. 

## Biografi
Nils Rabenius var son till komministern i Säby socken Nils Rabenius och Christina Larsdotter. Båda föräldrarna var av bondesläkt från Tortuna socken.
Rabenius blev student vid Uppsala universitet 1671, prästvigdes 1673 och fick tjänst som komminister i Munktorps socken 1676. Han blev hovpredikant 1690. I egenskap av pastor vid livdrabanterna följde han år 1700 med i Karl XII:s fälttåg mot Danmark. Från 1701 till sin död var han prost och kyrkoherde i Hedemora. 
Rabenius var en nitisk samlare av gamla manuskript och andra sällsynta handlingar och hade ett ansenligt bibliotek. Som ung åtalades han för förfalskning av vokationsbrevet till sin komministratur och senare misstänkt för att ha missbrukat sina historiska kunskaper för att göra falska urkunder. 
Nils Ahnlund har visat att Rabenius sannolikt var upphovsmannen till en falsk påvebulla av 954, Agapetus bulla (utgiven 1701 av professor Carolus Lundius), till den så kallade Peder Swarts biskopskrönika för Västerås stift samt till ett Johan III tillskrivet tal från 1588. Han bättrade även på sin egen släkt härleda den till uppdiktade personer av den så kallade "Rabbesläkten".